# La Granada, Mexiko
La Granada är en ort i Mexiko. Den ligger i kommunen Tzintzuntzan och delstaten Michoacán de Ocampo, i den södra delen av landet, 260 km väster om huvudstaden Mexico City. La Granada ligger 2 053 meter över havet och antalet invånare är 146. Den ligger vid sjön Lago de Pátzcuaro.
Terrängen runt La Granada är varierad. Runt La Granada är det ganska tätbefolkat, med 134 invånare per kvadratkilometer. Närmaste större samhälle är Pátzcuaro, 9,1 km söder om La Granada. I omgivningarna runt La Granada växer huvudsakligen savannskog.